# Mantelletta
La mantelletta è una veste ecclesiastica non liturgica che fa parte dell'abito corale proprio di alcuni prelati della Chiesa cattolica. Si tratta di un piccolo mantello senza maniche e aperto sul davanti fino al collo, pendente fino all'altezza delle ginocchia. Si indossa sopra la talare e il rocchetto, anticamente poteva essere indossata anche con la mozzetta.

## Norme di utilizzo
La mantelletta paonazza è attualmente prevista nella composizione dell'abito corale dei prelati superiori dei dicasteri della curia romana non insigniti della dignità episcopale, degli uditori della sacra rota romana, del promotore generale di giustizia e del difensore del vincolo del Supremo tribunale della Segnatura apostolica, dei chierici della camera apostolica, dei prelati dell'anticamera pontificia e dei protonotari apostolici de numero, ma non dei soprannumerari.

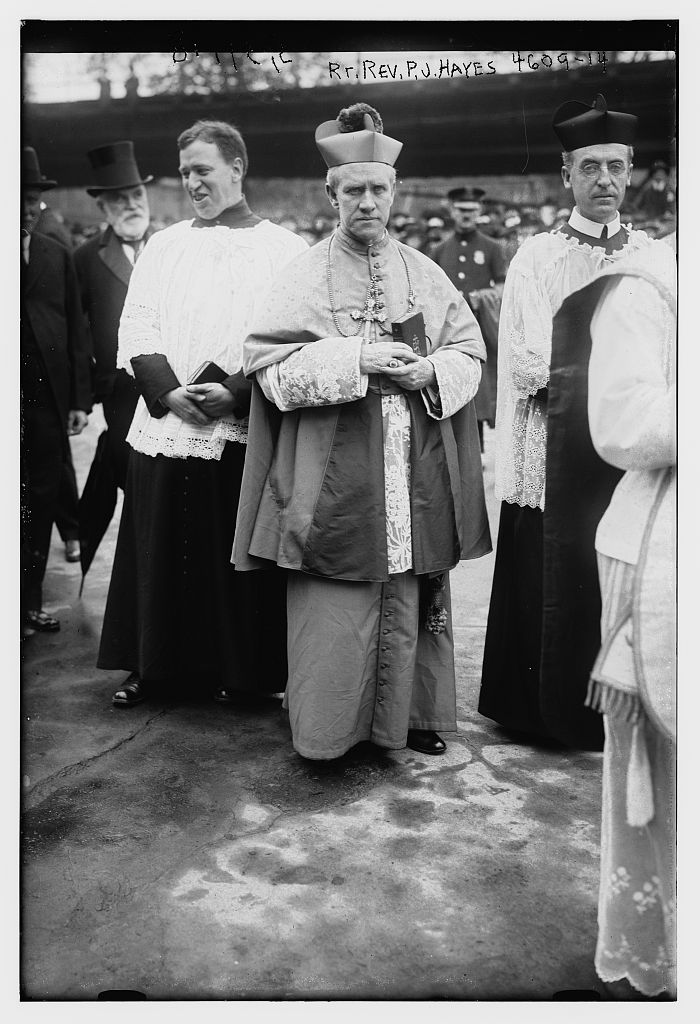
Mons. Patrick Joseph Hayes indossa la mantelletta sopra l'abito corale

È stata invece abolita dall'abito corale dei cardinali, dei vescovi e dei prelati d’onore di Sua Santità, come disposto dall'istruzione della Segreteria di Stato, circa le vesti, i titoli e le insegne di cardinali, vescovi e prelati minori. In precedenza veniva indossata anche da questi prelati sopra la talare del colore proprio e il rocchetto e, se prelati superiori, sotto la mozzetta del colore proprio.
I vescovi indossavano la sola mantelletta se titolari oppure fuori dalla propria diocesi residenziale, presso la curia romana e al cospetto del Santo Padre, altrimenti indossavano la sola mozzetta atta a significare la propria giurisdizione. I cardinali indossavano la mantelletta con sovrapposta la mozzetta al cospetto del Santo Padre, negli altri casi indossavano la sola mozzetta; la mantelletta cardinalizia poteva essere rossa, nel tempo ordinario, paonazza, nel tempo di penitenza, rosacea per le domeniche Gaudete e Laetare.